# Vệ tinh băng
Vệ tinh băng là một loại vệ tinh tự nhiên với bề mặt được cấu tạo chủ yếu từ băng. Vệ tinh băng có thể có một đại dương bên dưới bề mặt, và phần lõi có thể là đá silicat hay kim loại. Người ta cho rằng chúng có thể bao gồm băng II hoặc dạng đa hình khác của nước đá. Ví dụ điển hình là Europa, vệ tinh của Sao Mộc.
Vệ tinh băng được sưởi ấm bởi thủy triều có thể là loại thiên thể có nước lỏng phổ biến nhất,  và do đó là thiên thể có thể có sự sống dựa vào nước.
Một số vệ tinh băng có cấu trúc núi lửa băng, cũng như các mạch nước phun. Ví dụ được nghiên cứu kỹ nhất là Enceladus, vệ tinh của Sao Thổ.

## Quỹ đạo
Phần lớn các vệ tinh băng lớn nhất đã biết đến thuộc về các hành tinh khổng lồ, có quỹ đạo nằm ngoài đường băng giá của Hệ Mặt Trời; phần còn lại (như Charon và Dysnomia) hình thành xung quanh các hành tinh lùn như Sao Diêm Vương và Eris, điển hình trong các va chạm lớn không giống như va chạm được cho là đã hình thành ra Mặt Trăng. Trong trường hợp chúng là các vệ tinh khí băng khổng lồ, yêu cầu bổ sung là chúng không hình thành trong vùng bên trong của đĩa tiền vệ tinh, là nơi quá ấm để băng ngưng tụ.
Europa được cho là chứa 8% khối lượng là nước và băng, phần còn lại là đá. Hai vệ tinh Galileo vòng ngoài của Sao Mộc là Ganymede và Callisto chứa nhiều băng hơn vì chúng hình thành xa hơn từ tiền-Sao Mộc nóng bỏng.
Vệ tinh Titan của Sao Thổ trông giống và vận hành tương tự như Trái Đất hơn bất kỳ thiên thể nào khác trong hệ Mặt Trời. Titan được biết là có các vũng chứa khí metan lỏng ổn định trên bề mặt.

## Hình ảnh

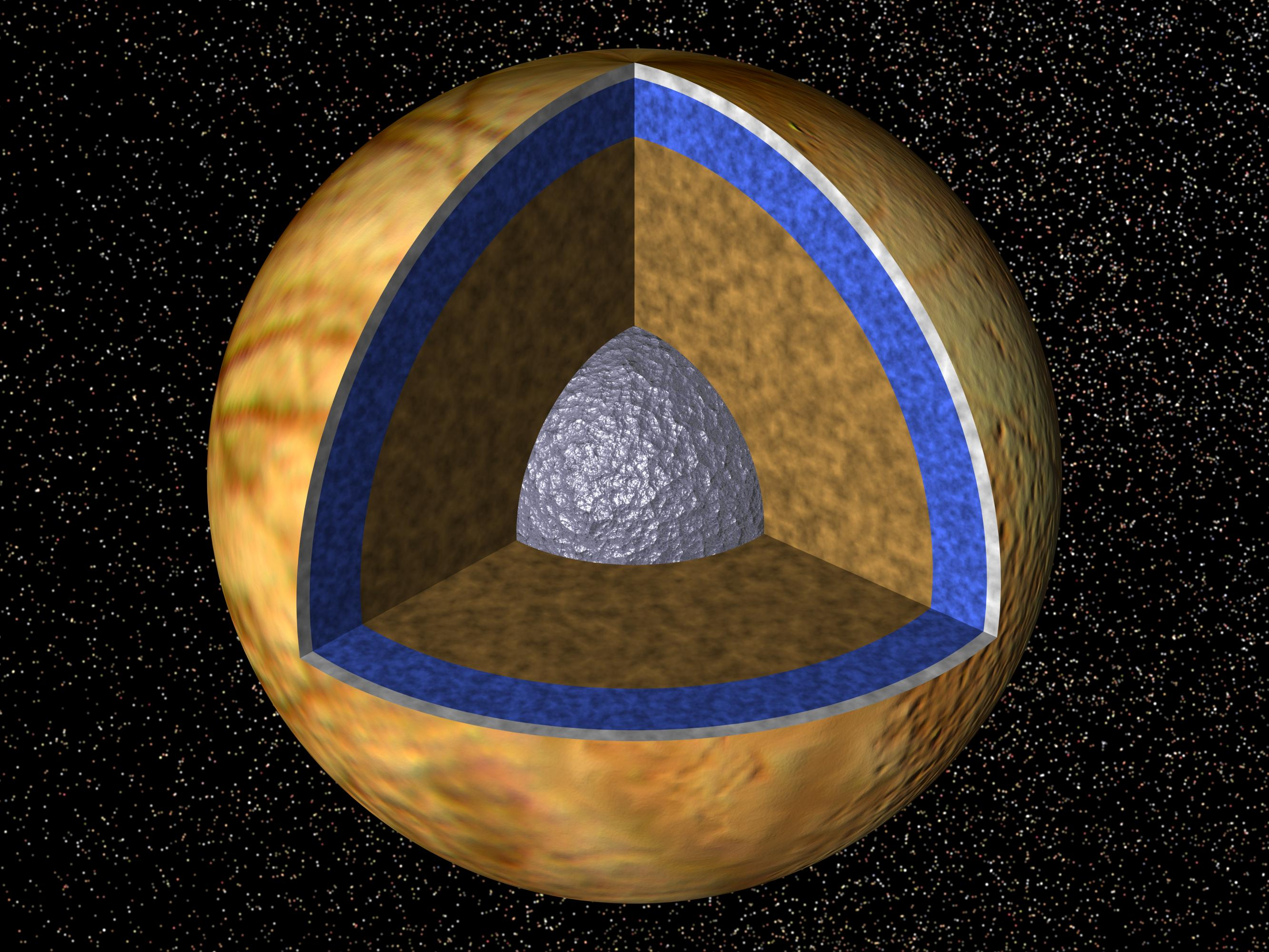
Europa được cho là có một đại dương dưới bề mặt
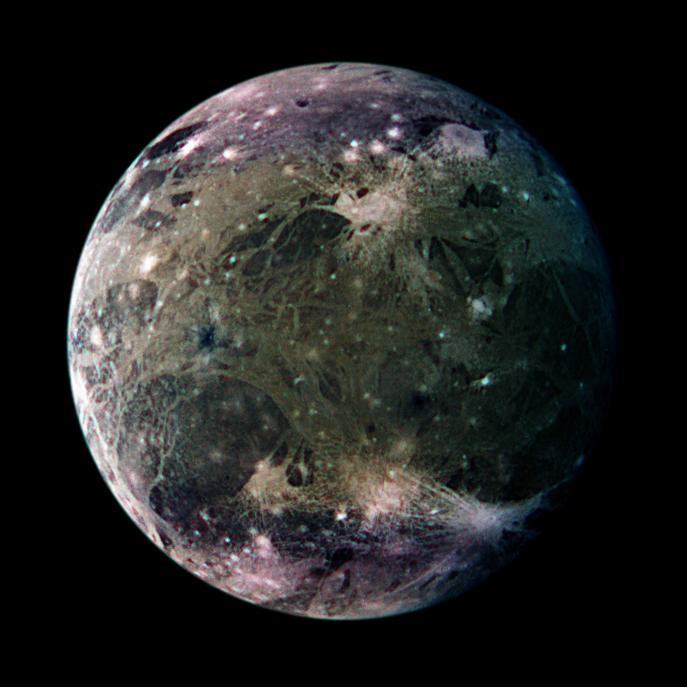
HÌnh ảnh màu giả của Ganymede
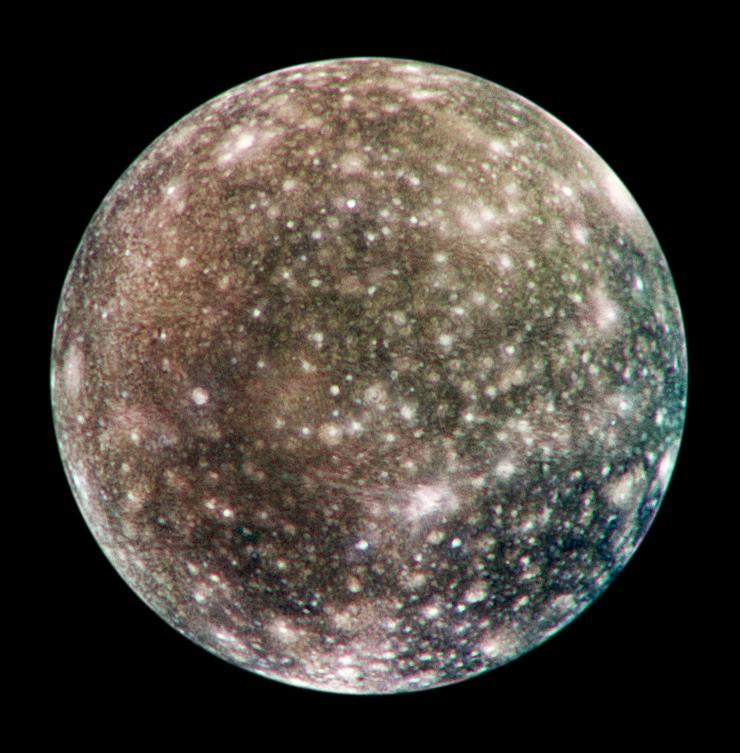
Hình ảnh cho thấy các lắng đọng băng trên mặt Callisto
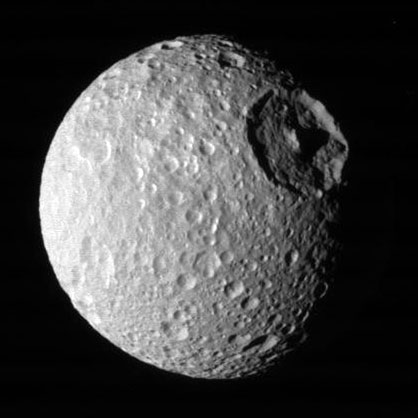
Mimas có mật độ 1,1 g/cm3
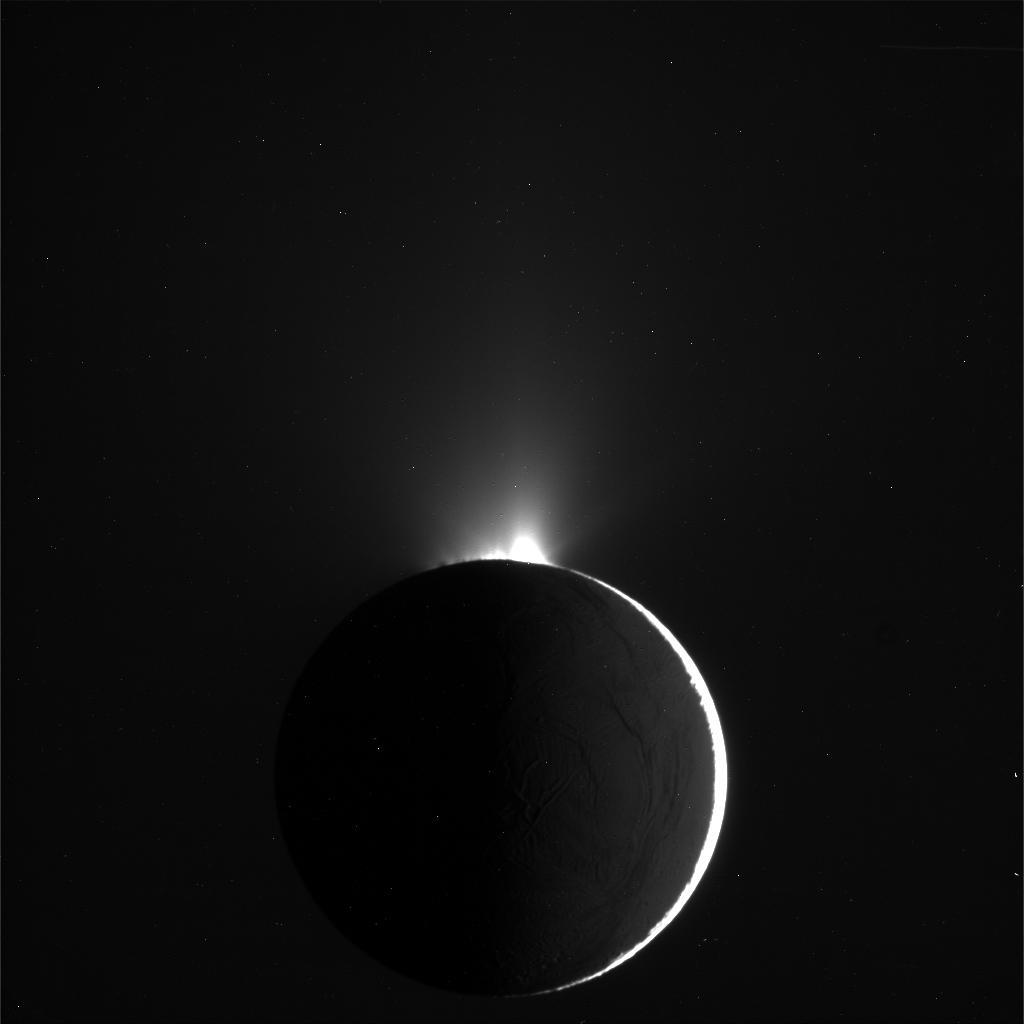
Các phun trào hoạt động trên Enceladus
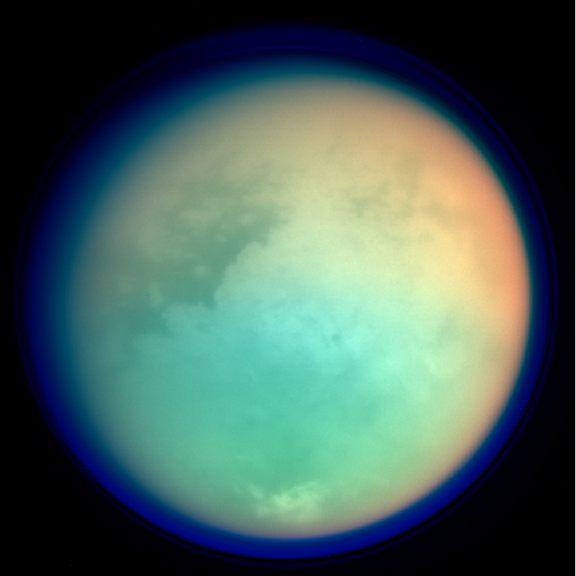
Chi tiết bề mặt và khí quyển của Titan
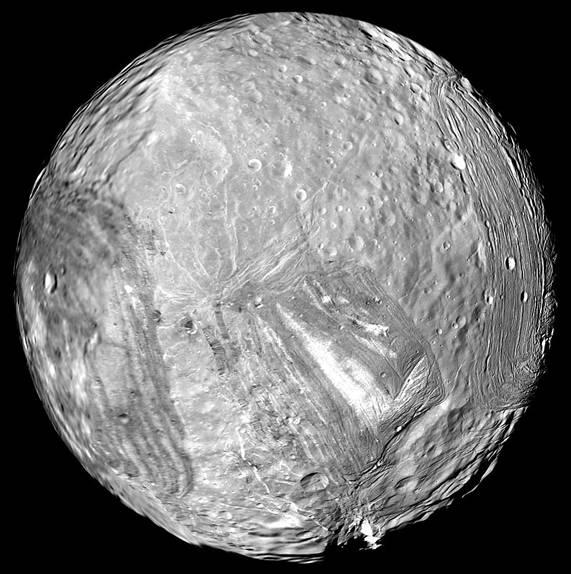
Miranda có bề mặt sần sùi như sẹo
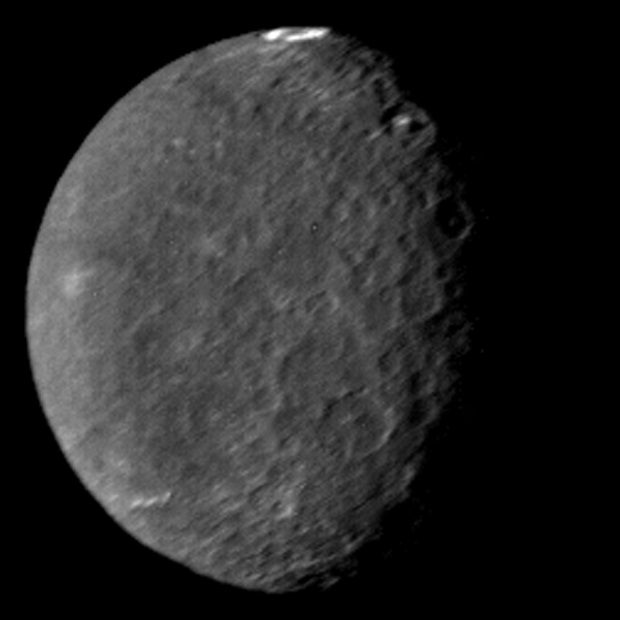
Hình ảnh cho thấy có thể có lắng đọng băng giá tại vùng cực của Umbriel
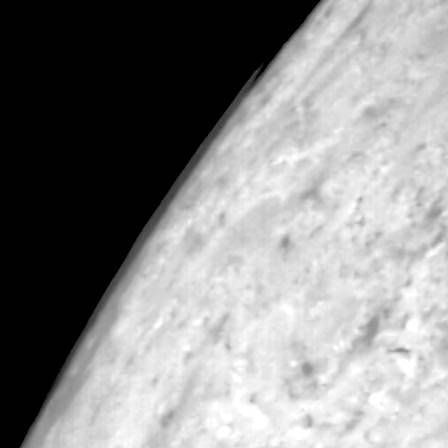
Một đám mây trên một khu vực của Triton